# Magnicourt
Magnicourt é uma comuna francesa na região administrativa de Grande Leste, no departamento de Aube. Estende-se por uma área de 7,89 km². Em 2010 a comuna tinha 85 habitantes (densidade: 10,8 hab./km²).